# غريت سوتون (تشيشير)
غريت سوتون (بالإنجليزية: Great Sutton)‏ هي قرية تقع في المملكة المتحدة في شمال غرب إنجلترا.

## أعلام
- جدعون ديفيز